# Філофей (Успенський)
Тимофій Григорович Успенський  — (Філофей; * 15 (27) січня 1808 , с. Закоб'якино Ярославської губ. — † 29 січня (10 лютого) 1882, Київ) — український церковний діяч московського походження. Педагог, митрополит Київський і Галицький Відомства православного сповідання Російської імперії (1876–1882).

## Біографія
Народився у селі Закоб'якино Любимського повіту Костромської губернії у родині сільського диякона. 1828 закінчив Ярославську духовну семінарію та того ж року вступив до Московської духовної академії, яку закінчив 1832 р. зі званням магістра.
Його як найкращого випускника залишено у академії зі званням бакалавра церковної словесності. 13 листопада 1832 року прийняв чернечий постриг. З 1833 року викладав герменевтику та біблійну історію.
1838 року призначений інспектором Московської духовної академії і того ж року переведений до Санкт-Петербурзької духовної академії. У академії викладав моральне та пастирське богослов'я.
1842 році очолює спершу Харківську, а потім Віфанську духовні семінарії, яку очолює до 1847 року, коли стає ректором Московської духовної семінарії.
З 1849 — єпископ Дмитровський, вікарій Московської митрополії.
У 1853-57 — єпископ Костромський, 1857-76 — єпископ Тверський, однак 1859-68 майже весь час працював у Священному Синоді у Санкт-Петербурзі.
15 травня 1876 висвячений у сан Київського митрополита. Священноархімандрит Києво-Печерської Лаври.
Смерть прискорило нервове потрясіння від загибелі Олександра II 1 березня 1881 року.
Похований у Хрестовоздвиженській церкві Києво-Печерської Лаври.